# Saint Michel (Monaco)
Saint Michel è il più piccolo quartiere del Comune di Monaco, situato nella sua parte centrale. In precedenza era compreso nel quartiere tradizionale di Monte Carlo, di cui costituiva la principale area residenziale.